# Talaçay (vattendrag i Azerbajdzjan, lat 41,59, long 46,52)
Talaçay är ett vattendrag i Azerbajdzjan.   Det ligger i distriktet Zaqatala Rayonu, i den nordvästra delen av landet, 300 km väster om huvudstaden Baku.
Omgivningarna runt Talaçay är en mosaik av jordbruksmark och naturlig växtlighet. Runt Talaçay är det ganska tätbefolkat, med 80 invånare per kvadratkilometer.